# Vjatsjeslav Tichonov

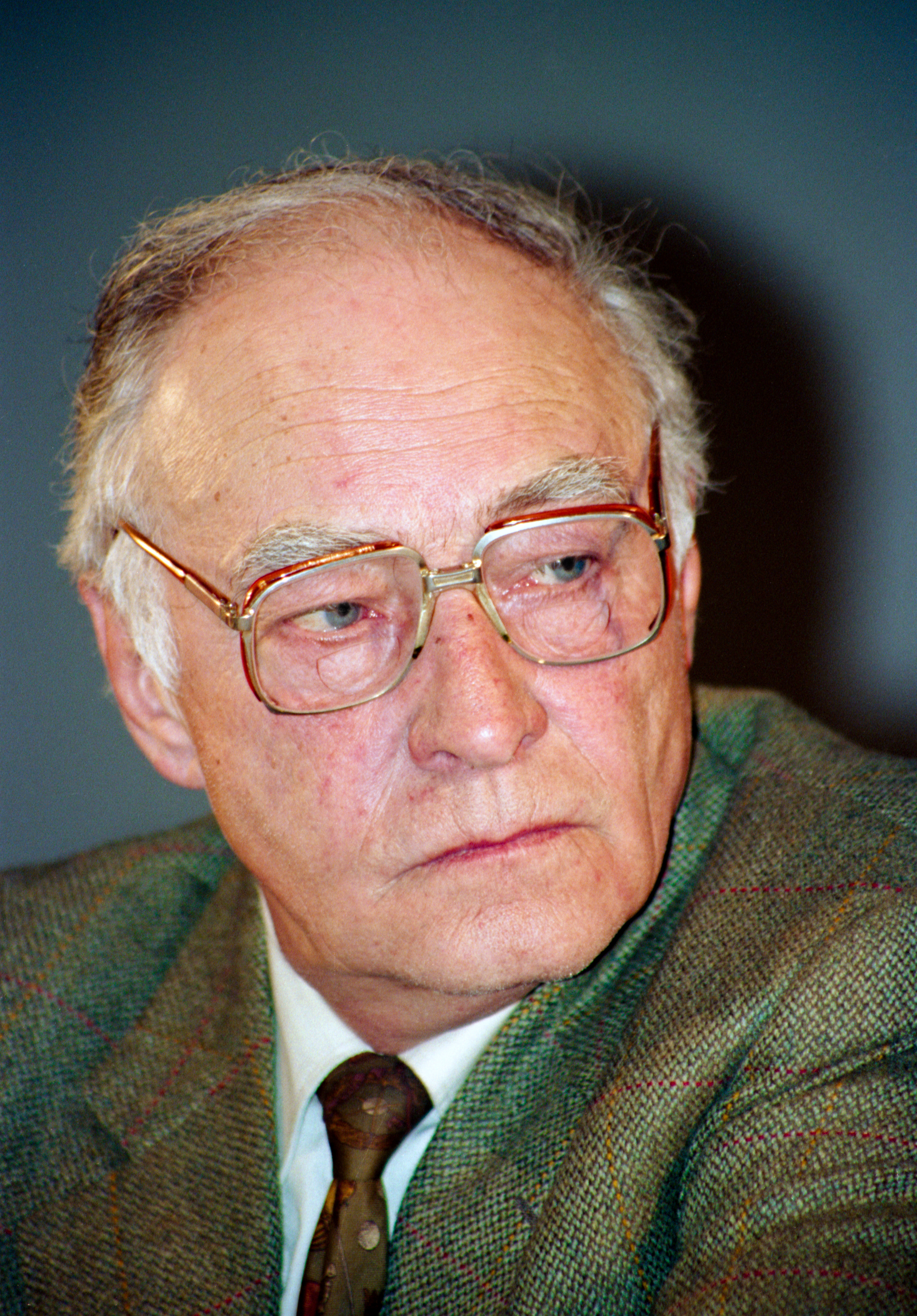
Vjatsjeslav Tichonov

Vjatsjeslav Vasiljevitsj Tichonov (Russisch: Вячеслав Васильевич Тихонов) (Pavlovski Posad, 8 februari 1928 - Moskou, 4 december 2009) was een Russisch acteur, die bekroond werd met de titels van "Kunstenaar van de USSR" (1974) en van "Held van de Socialistische Arbeid" (1982). 
Alhoewel hij zijn filmdebuut al in 1948 had gemaakt, raakte hij toch pas goed bekend door het liefdesdrama Het gebeurde in Penkovo (1958) met Tichonov in de rol van een charmante dorpsjongeling.
Zijn beste bekende rol voor televisie was deze van Standartenführer Stierlitz (een Sovjet-spion) in de reeks Zeventien Momenten in de Lente. De 17 momenten zijn 17 dagen in de lente van 1945 vóór de val van nazi-Duitsland. De film was zeer populair in Sovjet-Rusland. Het was Joeri Andropov (het hoofd van de KGB) zelf die het uitzenden van de reeks steunde. Tichonov speelde ook de rol van prins Andrej Bolkonski in de Oscar-winnende film Oorlog en vrede (1968) van Sergej Bondartsjoek en de rol van oude man in een andere Oscar-winnaar, Verbrand door de Zon (1994) van Nikita Michalkov.